# Куршова, Зузана
Зузана Куршова (чеш. Zuzana Kursova; род. 2 апреля 2003 года, Злин, Чехия) — чешская конькобежка, серебряная призёр зимних юношеских Олимпийских игр 2020 года. Является сотрудником Министерства внутренних дел Чешской республики.

## Биография
Зузана Куршова начала кататься в возрасте 5 лет на роликовых коньках и до 2017 года, когда участвовала на Чешской летней Олимпиаде для детей и юношества, она посвятила себя исключительно этому виду спорту под руководством тренера Марселя Немчека. В 2017 году решила перейти в конькобежный спорт и стала членом команды "KSB Hodonín". Она тренируется в основном в Германии под руководством Петра Новака, так как в Чехии нет длинных трасс для конькобежного спорта. 
В сезоне 2018/19 Зузана дебютировала на Кубке мира и на чемпионате мира среди юниоров, а в сентябре выиграла чемпионат Чехии в многоборье среди юниоров, проходившем в польском Томашув-Мазовецки. В 2020 году участвовала на 3-х зимних юношеских Олимпийских играх в Санкт-Морице и выиграла серебряную медаль в масс-старте. В сезоне 2020/21 участвовала только в соревнованиях в Германии и на тренировочных сборах.
В январе 2022 года дебютировала на чемпионате Европы на отдельных дистанциях в Херенвене и заняла лучшие 14-е места на дистанции 3000 м и в масс-старте. На юниорском 3-м этапе Кубка мира в Инсбруке Зузана заняла 2-е место в забеге на 3000 м и в командном спринте, а также выиграла на дистанции 1500 м и в масс-старте. Следом на юниорском чемпионате мира стала 6-й в многоборье. 
На взрослом чемпионате мира в Хамаре она поднялась на 17-е место в многоборье. В сезоне 2022/23 на 1-м этапе юниорского Кубка мира заняла 1-е место в забеге на 3000 м и 2-е на 1500 м и впервые приняла участие на Кубке мира во взрослой категории. В январе 2023 года на чемпионате Европы в Хамаре заняла последнее 13-е место в сумме многоборья.